# کتابخانه بریتانیا
کتابخانه بریتانیا (به انگلیسی: The British Library) از بزرگ‌ترین کتابخانه‌های جهان است که در پایتخت بریتانیا، در شهر لندن، قرار دارد. 

## تاریخچه
تا سال ۱۹۷۳ انگلستان دارای کتابخانه ملی خاصی نبود و وظایف کتابخانه ملی را سازمانهای گوناگونی از قبیل سازمان ملی کتابشناسی، کتابخانه موزه بریتانیا، کتابخانه امانی ملی و غیره انجام می‌دادند. در سال ۱۹۷۳ قانون کتابخانه بریتانیا به تصویب رسید و کتابخانه از ادغام کتابخانه موزه بریتانیا، کتابخانه ملی مرکزی و سازمان ملی کتابشناسی و کتابخانه ملی امانی و کتابخانه ثبت اختراع، کتابخانه مرجع علوم، به وجود آمد. کتابخانهٔ بریتانیا توسط یک هیئت اداره می‌شود که در قبال «وزارت هنر و کتابخانه» مسئول است. این هیئت از چهار عضو دائمی و ده عضو نیمه‌وقت تشکیل شده است. اعضای دائمی عبارت هستند از: رئیس، رئیس اجرایی، و دو مدیر کل، شمارِ کارمندان این کتابخانه در سال ۱۹۹۱ بالغ بر ۲۲۵۰ تن بوده است. ساختمان جدید: تاقبل از ساختمان جدید، مدارک و فعالیت‌های کتابخانهٔ ملی در ۱۸ ساختمان در لندن و یک ساختمان در یورکشایر پراکنده بود. بحث بر سر ایجاد ساختمانی واحد در واقع از سال ۱۹۶۲ آغاز شد، ابتدا قرار بود کتابخانه موزه بریتانیا که مجموعه اصلی علوم انسانی و نسخ خطی در آن جای داشت گسترش بیابند.
این کتابخانه با دارا بودن ۱۵۰ میلیون نسخه عنوان در رده اول تعداد منابع جهان است.

## نگارخانه

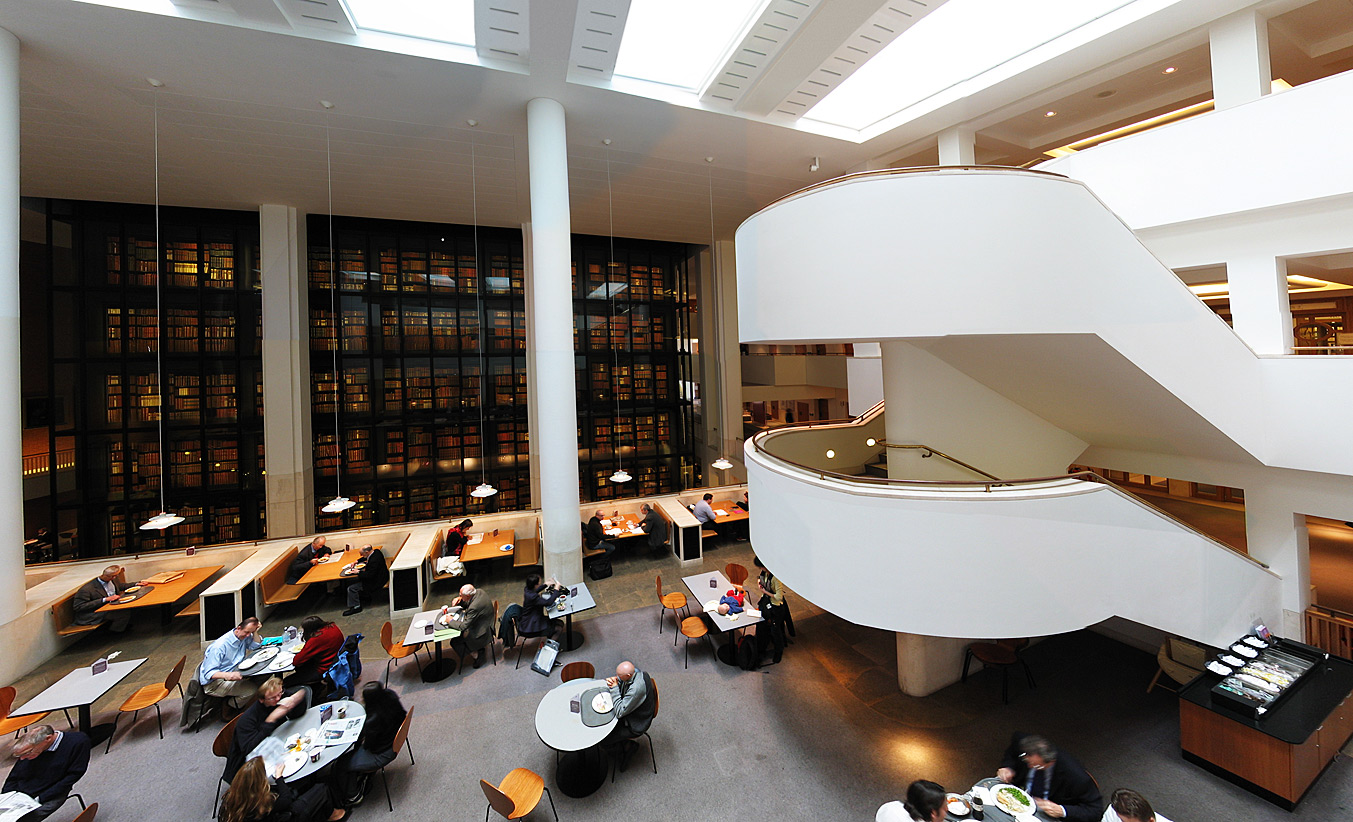
از تالارهای مطالعه
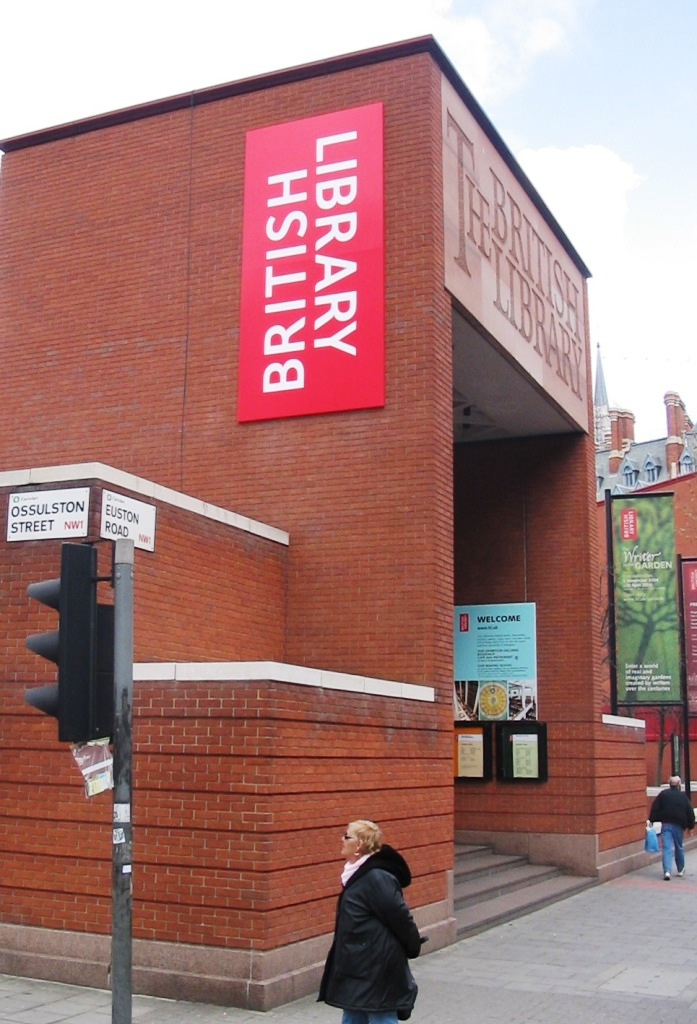
ورودی اصلی کتابخانه
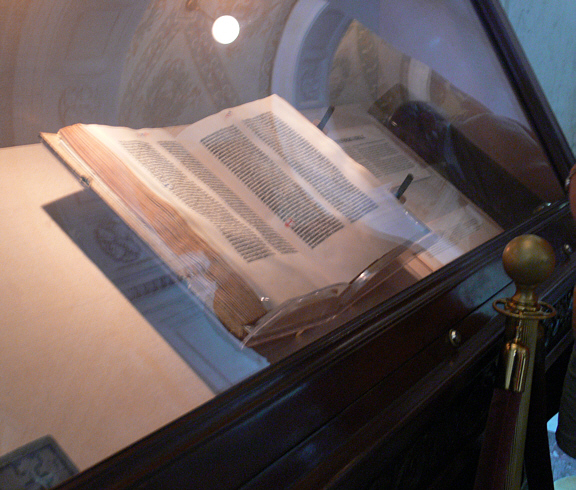
یکی از نسخه‌های اصلی انجیل گوتنبرگ